# Kingiolejeunea
Kingiolejeunea là một chi rêu trong họ Lejeuneaceae.